# よしもとファイナンス
株式会社よしもとファイナンスは、大阪府大阪市中央区難波千日前に本社を置く企業。日本信用情報機構に加入。

## 概要

### 業務内容
1998年設立。吉本興業系列の金融会社であり、不安定な職業であることから銀行などから融資を受けにくくなっている芸人が利用している。売れていない芸人のみならず、テレビ番組で活躍するほどの芸人が東京進出する際にもよしもとファイナンスから融資を受けることとなる例は多い。昔から芸能プロダクションでは当たり前に行われてきた「ギャラの前借り」を事業化した企業といえる。

### 闇営業問題
週刊現代の記事では吉本興業の芸人が裏社会とのつながりを持つこととなる原因がよしもとファイナンスであると批判される。よしもとファイナンスの金利は他と比べて高いわけでも低いわけでもないが、返済は金利とともにギャラから天引きされるという形をとっている。このため人気が出始めた芸人は、まだギャラは高くないのによしもとファイナンスから天引きされる金額は高くなるため、生活が苦しくなる。こうなった芸人が闇営業を行うようになっている。

### 新型コロナウイルス関連
新型コロナウイルスの感染拡大の際には、吉本興業の劇場で行われる公演は中止や延期となった。吉本興業が行っているネット配信は、出番が有るのは売れている大御所のみ。このため売れていない芸人は出番が無くなった。売れていない芸人の多くは芸人の他にアルバイトもして生活を維持しているものの、新型コロナウイルスの影響でアルバイトも無くなった芸人も多い。そのような芸人は、よしもとファイナンスから融資を受けてしのぐこととなった。
かつみ♥さゆりは2020年7月4日に放送された土曜はダメよ!で、新型コロナウイルスによる自粛騒動でよしもとファイナンスから国産高級車1台分借りて借金が増えたとネタにした。